# Manifest surrealizmu
Manifest surrealizmu (fr. Manifeste du surréalisme) – manifest artystyczny napisany przez André Bretona w 1924 roku. Był pierwszą publikacją przedstawiającą początkowe założenia surrealizmu, szczególnie te odnoszące się do literatury kierunku. Wydany wraz z prozą poetycką pt. Rozpuszczalna ryba. Pełna teoria surrealizmu została przedstawiona w Drugim manifeście surrealizmu, uzupełniającym pierwszy.
Manifest to przede wszystkim rozważania nad funkcją i znaczeniem wyobraźni oraz snu. Breton poddaje pod krytykę postawę realistyczną wywodzącą się z teorii pozytywizmu, którą określa jako zaprzeczenie wzlotu intelektualnego i moralnego. Krytykuje literaturę mającą czysto informacyjny styl, najczęściej charakteryzujący powieść, dodając, że każdy się naprasza ze swoją drobną »obserwacją«, wobec czego nastąpiło zatrzęsienie powieści, których opisy to po prostu nagromadzenie katalogowych obrazków; autor pozbywa się ostatnich skrupułów i korzysta z okazji, aby mi podrzucić widokówki, licząc na to, że zjedna mnie komunałami. Obszerną część manifestu zajmują rozważania na temat marzenia sennego. Autor przedstawia teorię na temat malarstwa głoszącą, iż w takim dziele ważniejsza od wartości czysto malarskich jest treść, zawartość – intencja, uczucie bądź emocja kierująca malarzem – Wartość obrazu zależy od piękności otrzymanej iskry. To twierdzenie było szczególnie sprzeczne z poglądami prezentowanymi przez Charles’a Baudelaire’a.
W części pt. Tajemnice sztuki magicznej surrealizmu Breton przedstawia możliwość stworzenia poematu surrealistycznego z fragmentów tytułów gazet. Wymienił kilka stworzonych przez siebie, np. Na odosobnionym folwarku z każdym dniem pogarsza się to co przyjemne lub Uważajcie na tlejący ogień w modłach o dobrą pogodę i Wędrowny śpiewak gdzie go szukać? w pamięci w domu na balu żarliwych. Korzystał tym samym z doświadczeń dadaizmu, proponując odwoływanie się do przypadku i kombinatoryki. Przedstawił także bardzo istotną dla surrealizmu ideę automatycznego pisania.
Breton wyraża również swój pogląd o współczesnym człowieku i jego sytuacji umysłowej. Stwierdził, iż charakteryzuje go ubóstwo moralne i intelektualne, podyktowane podporządkowaniu praktycznym wymogom życia, jak i rezygnacja z twórczej funkcji wyobraźni. Podkreślił również istotnie znaczenie wolności, jako wartości, która jest jedyną mogącą go jeszcze poruszyć.
W tym samym roku, w którym wydano Manifest, powstało Biuro Poszukiwań Surrealistycznych, które w 1925 roku wydało Deklarację Biura Poszukiwań Surrealistycznych w pewnym sensie uzupełniającą założenia zawarte w Manifeście. W dziele tym autorzy zawarli kilka sprostowań dotyczących określenia, czym jest surrealizm, skierowanych do niezdarnej krytyki współczesnej, literackiej, dramatycznej, filozoficznej, a nawet teologicznej. W Deklaracji oznajmiono, że surrealizm nie jest nowym czy też ułatwionym środkiem wyrazu ani nawet metafizyką poezji. Jest natomiast sposobem całkowitego wyzwolenia ducha.